# Gözde Yılmaz
Gözde Yılmaz (Ankara, 9 settembre 1991) è una pallavolista turca, opposto del Radomka.

## Carriera

### Club
La carriera di Gözde Yılmaz inizia nel 2005, quando entra a far parte del settore giovanile del TED Ankara, formazione con la quale un anno dopo fa il suo esordio da professionista, prendendo parte dalla Voleybol 1. Ligi nella stagione 2006-07. Nella stagione seguente viene ingaggiata dall'Eczacıbaşı, vincendo uno scudetto ed una Coppa di Turchia. Viene ceduta allo Yeşilyurt per il campionato 2009-10, per poi tornare nel campionato successivo all'Eczacıbaşı, vestendo questa volta la maglia del club per tre annate, nel corso delle quali si aggiudica un altro scudetto, altre due coppe nazionali e due edizioni consecutive della Supercoppa turca.
Viene nuovamente ceduta in prestito nella stagione 2013-14, questa volta al Sarıyer, mentre nella stagione successiva è di nuovo una giocatrice dell'Eczacıbaşı, con cui vince la Champions League 2014-15 e la Coppa del Mondo per club 2015. Per il campionato 2015-16 viene ceduta in prestito al Busto Arsizio, nella Serie A1 italiana; terminata la competizione torna nuovamente all'Eczacıbaşı per disputare la stagione 2016-17, aggiudicandosi il campionato mondiale per club 2016, la Coppa CEV 2017-18 e la Supercoppa 2018.
Nell'annata 2019-20 si trasferisce alle rivali concittadine del VakıfBank, dove rimane per un biennio e si aggiudica uno scudetto e una Coppa di Turchia. Per il campionato 2021-22 approda al Karayolları, sempre nella massima divisione turca ma l'esperienza nel club di Ankara dura pochi mesi: già all'inizio del mese di dicembre fa ritorno all'Eczacıbaşı per la seconda parte dell'annata. Nel campionato successivo è impegnata per la seconda volta in carriera in un campionato estero, accettando la proposta delle polacche del Radomka, impegnate in Liga Siatkówki Kobiet.

### Nazionale
Nel 2007 vince la medaglia d'argento al campionato mondiale under 18.
Fa il suo debutto in nazionale maggiore in occasione della European League 2012, torneo nel quale vince la medaglia d'oro nel 2014; conquista un altro oro ai I Giochi europei e poi un argento al campionato europeo 2019.

## Palmarès

### Club
- Campionato turco: 3

2007-08, 2011-12, 2020-21
- Coppa di Turchia: 4

2008-09, 2010-11, 2011-12, 2020-21
- Supercoppa turca: 3

2011, 2012, 2018
- Campionato mondiale per club: 2

2015, 2016
- Champions League: 1

2014-15
- Coppa CEV: 1

2017-18

### Nazionale (competizioni minori)
- Campionato mondiale under 18 2007
- European League 2014
- Montreux Volley Masters 2015
- Giochi europei 2015
- Montreux Volley Masters 2016